# Cinara montanesa
Cinara montanesa är en insektsart som beskrevs av Hottes 1961. Cinara montanesa ingår i släktet Cinara och familjen långrörsbladlöss. Inga underarter finns listade i Catalogue of Life.